# کولوفون

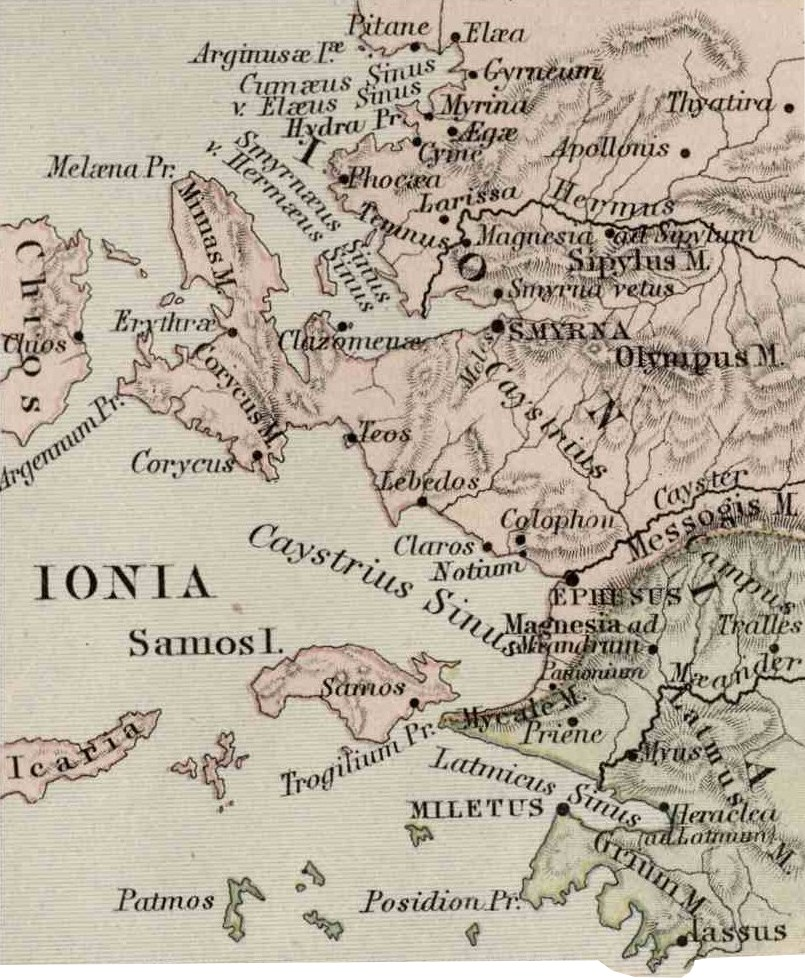
نقشه‌ای از لونیا و شهرهای یونانی‌نشین آن

کولوفون (به یونانی: Κολοφών) شهری در یونان باستان بود. این شهر در هزارهٔ اول پیش از میلاد در ناحیهٔ لونیا قرار داشت و امروزه در مرزهای کشور ترکیه و شهرستان ازمیر خرابه‌های آن قرار دارد. در میان دوازده شهر حاضر در لیگ لونیا کولوفون از همه قدیمی‌تر بود و میان دو شهر لبدوس و افسوس قرار داشت.

## مشاهیر کولوفون
- آنتیماچوس ادیب و شاعر یونانی.
- هرمسیان، شاعر عصر هلنیستی.
- هرمسیان، کشتی‌گیر پیروز در بازی‌های المپیا.[۱]
- میمنرموس، شاعر دوران یونان باستان
- کسنوفانس، فیلسوف، الهیات، شاعر، ونقاد دین یونانی.